# Municipio de Walnut Grove (Nebraska)
El municipio de Walnut Grove (en inglés: Walnut Grove Township) es un municipio ubicado en el condado de Knox en el estado estadounidense de Nebraska. En el año 2010 tenía una población de 107 habitantes y una densidad poblacional de 0,77 personas por km².

## Geografía
El municipio de Walnut Grove se encuentra ubicado en las coordenadas 42°30′30″N 98°14′33″O / 42.50833, -98.24250. Según la Oficina del Censo de los Estados Unidos, el municipio tiene una superficie total de 138.25 km², de la cual 138,13 km² corresponden a tierra firme y (0,08 %) 0,12 km² es agua.

## Demografía
Según el censo de 2010, había 107 personas residiendo en el municipio de Walnut Grove. La densidad de población era de 0,77 hab./km². De los 107 habitantes, el municipio de Walnut Grove estaba compuesto por el 99,07 % blancos, el 0,93 % eran de otras razas. Del total de la población el 0,93 % eran hispanos o latinos de cualquier raza.